# EA Canada
EA Canada – producent gier komputerowych z siedzibą w Burnaby w Kanadzie.

## Siedziba
Studio znajduje się w Burnaby pod Vancouver. W kompleksie znajduje się kilka budynków, w których mieści się teatr, kawiarnie, restauracje oraz pełnowymiarowe boisko do piłki nożnej. Znajduje się tutaj również studio motion capture.

## Historia
Studio zostało założone w 1982 jako Distinctive Software Inc. przez Dona Mattricka i Jeffa Sembera. Pod koniec lat 80. XX wieku Sember odsprzedał swoje udziały Mattrickowi. W 1991 roku zostało kupione przez Electronic Arts i zmieniło nazwę na EA Canada. Rok później dla studia pracowało 80 osób, w roku 2000 było ich już 660, żeby w 2010 zatrudniać 1300 pracowników w Kolumbii Brytyjskiej i 2400 w całym kraju.
W 2008 do EA Canada dołączono zlikwidowane EA Black Box, które pomimo połączenia nadal zachowało swoją nazwę.

## Gry wyprodukowane przez studio
| Tytuł                             | Data wydania    | Platforma                            |
| --------------------------------- | --------------- | ------------------------------------ |
| 4D Sports Boxing                  | 15 czerwca 1995 | Mac, PC                              |
| 4D Sports Driving                 | brak danych     | Amiga                                |
| Bill Elliott's NASCAR Fast Tracks | 31 grudnia 1991 | Game Boy                             |
| Champions Forever Boxing          | 1991            | TurboGrafx-16                        |
| Dick Tracy                        | 1 stycznia 1990 | PC                                   |
| Grand Prix Circuit                | 1988            | Amiga                                |
| Hardball II                       | 1991            | PC, TRS-80                           |
| Stunts                            | 31 grudnia 1990 | PC                                   |
| Test Drive                        | 1987            | PC, Commodore 64, Apple II, Atari ST |
| Test Drive II: The Duel           | 1 czerwca 1989  | PC, Mac, Commodore 64, SNES          |
| Top Gun: Guts and Glory           | 31 grudnia 1993 | Game Boy                             |
| Where in Time is Carmen Sandiego? | 1 czerwca 1992  | NES                                  |

| Tytuł                                                        | Data wydania | Platforma |
| ------------------------------------------------------------ | --- | --- |
| 2002 FIFA World Cup                                          | 22 kwietnia 2002 | PlayStation 2 |
| FIFA World Cup 2006                                          | 24 kwietnia 2006 | PC, Xbox, Xbox 360, PlayStation 2, Nintendo DS, Game Boy Advance, GameCube                                                                                           |
| 2010 FIFA World Cup                                          | 27 kwietnia 2010 | PlayStation 3, Wii, Xbox 360, PlayStation Portable |
| 3 on 3 NHL Arcade                                            | 5 lutego 2009 (PS3), 11 lutego 2009 (Xbox 360) | PlayStation 3, Xbox 360 |
| Celebrity Sports Showdown                                    | 20 października 2008 | Wii |
| Cricket 07                                                   | 17 listopada 2006 | PC, PlayStation 2 |
| Def Jam Fight for NY: The Takeover                           | 31 sierpnia 2006 | PlayStation Portable |
| Def Jam Vendetta                                             | 1 kwietnia 2003 (PS2), 2 kwietnia 2003 (GC) | PlayStation 2, GameCube |
| Def Jam: Fight for NY                                        | 20 września 2004 | PlayStation 2, GameCube, Xbox |
| EA Playground                                                | 22 października 2007 | Wii, Nintendo DS |
| EA Sports Active Susan G. Komen for the Cure Limited Edition | 12 października 2007 | Wii |
| EA Sports Active                                             | 19 maja 2009 | Wii |
| EA Sports Active 2                                           | 16 listopada 2006 (Wii, Xbox 360), 18 listopada 2006 (PS3), 19 listopada 2006 (iPhone)                                                                                                | Wii, Xbox 360, PlayStation 3, iPhone |
| EA Sports Active NFL Training Camp                           | 16 listopada 2006 | Wii |
| EA Sports Active: More Workouts                              | 17 listopada 2009 | Wii |
| FIFA 06: Road to FIFA World Cup                              | 16 listopada 2005 | Xbox 360 |
| FIFA 2000 Major League Soccer                                | listopad 1999 | PlayStation |
| FIFA 2001: Major League Soccer                               | 27 listopada 2000 | PlayStation 2 |
| FIFA 98: Road to World Cup                                   | 20 grudnia 1997 | Nintendo 64 |
| FIFA Football 2003                                           | 5 listopada 2002 (PC, PS2), 6 października 2002 (GC) | PC, PlayStation 2, GameCube |
| FIFA Football 2004                                           | 4 listopada 2003 (PS2, Xbox), 11 października 2003 (GC) | PlayStation 2, Xbox, GameCube |
| FIFA 2005                                                    | 12 października 2004 | PlayStation 2 |
| FIFA 06                                                      | 4 października 2005 | PC, Xbox, PlayStation 2, GameCube |
| FIFA 07                                                      | 3 października 2006 (PC, Xbox, PS2, GC), 31 października 2006 (Xbox 360) | PC, Xbox, Xbox 360, PlayStation 2, GameCube |
| FIFA 08                                                      | 9 października 2007 | PlayStation 2, PlayStation 3, PC, Xbox 360, Nintendo DS, Wii, PlayStation Portable                                                                                   |
| FIFA 09                                                      | 14 października 2008 | PC, PlayStation 2, PlayStation 3, PlayStation Portable, Xbox 360, Nintendo DS                                                                                        |
| FIFA 09 All-Play                                             | 28 października 2008 | Wii |
| FIFA 09: Ultimate Team                                       | 19 marca 2009 | PlayStation 3, Xbox 360 |
| FIFA 10                                                      | 20 października 2009 | PC, PlayStation 2, PlayStation 3, PlayStation Portable, Xbox 360, Wii                                                                                                |
| FIFA 10: Ultimate Team                                       | 25 lutego 2010 | PlayStation 3, Xbox 360 |
| FIFA 11                                                      | 28 września 2010 (PS2, PS3, PSP, PC, NDS, Xbox 360), 5 października 2010 (Wii) | PC, PlayStation 2, PlayStation 3, PlayStation Portable, Xbox 360, Wii, Nintendo DS                                                                                   |
| FIFA 12                                                      | 26 września 2011 (iPad), 27 września 2011 (PS2, PS3, PC, 3DS, Xbox 360, Wii, Mac), 29 września 2011 (iPhone), 4 października 2011 (PSP)                                               | PC, PlayStation 2, PlayStation 3, PlayStation Portable, Xbox 360, Wii, Nintendo 3DS, iPad, iPhone, Mac                                                               |
| FIFA 13                                                      | 27 września 2012 (PS2, PS3, PC, 3DS, Xbox 360, Wii, PSV, PSP), 18 listopada 2012 (Wii U)                                                                                              | PC, PlayStation 2, PlayStation 3, PlayStation Portable, PlayStation Vita, Xbox 360, Wii, Wii U, Nintendo 3DS                                                         |
| FIFA 14                                                      | 23 września 2013 (iOS), 24 września 2013 (PS2, PS3, PC, 3DS, Xbox 360, Wii, PSV, PSP, Android), 12 listopada 2013 (PS4), 22 listopada 2013 (Xbox One), 28 lutego 2014 (Windows Phone) | PC, PlayStation 2, PlayStation 3, PlayStation 4, PlayStation Portable, PlayStation Vita, Xbox 360, Xbox One, Nintendo 3DS, Wii, iPad, iPhone, Android, Windows Phone |
| FIFA 15                                                      | 23 września 2014 (PS3, PS4, PC, 3DS, Xbox 360, Xbox One, Wii, PSV) | PC, PlayStation 3, PlayStation 4, PlayStation Vita, Xbox 360, Xbox One, Wii, Nintendo 3DS                                                                            |
| FIFA 16                                                      | 22 września 2015 (PS3, PS4, PC, Xbox 360, Xbox One) | PC, PlayStation 3, PlayStation 4, Xbox 360, Xbox One |
| FIFA 17                                                      | 27 września 2016 (PS3, PS4, PC, Xbox 360, Xbox One) | PC, PlayStation 3, PlayStation 4, Xbox 360, Xbox One |
| FIFA 18                                                      | 29 września 2017 (PS3, PS4, PC, Xbox 360, Xbox One, Nintendo Switch) | PC, PlayStation 3, PlayStation 4, Xbox 360, Xbox One, Nintendo Switch                                                                                                |
| FIFA 19                                                      | 28 września 2018 (PS3, PS4, PC, Xbox 360, Xbox One, Nintendo Switch) | PC, PlayStation 3, PlayStation 4, Xbox 360, Xbox One, Nintendo Switch                                                                                                |
| FIFA 20                                                      | 27 września 2019 (PS4, PC, Xbox One, Nintendo Switch) | PC, PlayStation 4, Xbox One, Nintendo Switch |
| FIFA 21                                                      | 9 października 2020 (PS4, PC, Xbox One, Nintendo Switch), 4 grudnia 2020 (PS5, XSX/S)                                                                                                 | PC, PlayStation 4, PlayStation 5, Xbox One, Xbox Series X/S, Nintendo Switch                                                                                         |
| FIFA 64                                                      | 26 marca 1997 | Nintendo 64 |
| FIFA Street (2012)                                           | 13 marca 2012 | PlayStation 3, Xbox 360 |
| FIFA Street                                                  | 21 lutego 2005 (PS2), 22 lutego 2005 (GC, Xbox) | PlayStation 2, GameCube, Xbox |
| FIFA Street 2                                                | 28 lutego 2006 | PlayStation 2, PlayStation Portable, Xbox, GameCube |
| FIFA Street 3                                                | 18 lutego 2008 | PlayStation 3, Xbox 360 |
| FaceBreaker                                                  | 3 września 2008 | PlayStation 3, Xbox 360 |
| FaceBreaker K.O. Party                                       | 11 listopada 2008 | Wii |
| Fight Night 2004                                             | 5 kwietnia 2004 | PlayStation 2, Xbox |
| Fight Night Champion                                         | 1 marca 2011 | PlayStation 3, Xbox 360 |
| Fight Night Round 2                                          | 1 marca 2005 | Xbox, GameCube |
| Fight Night Round 3                                          | 5 grudnia 2006 | PlayStation 3 |
| Fight Night Round 4                                          | 23 czerwca 2009 | PlayStation 3, Xbox 360 |
| Grand Slam Tennis                                            | 8 czerwca 2009 | Wii |
| Grand Slam Tennis 2                                          | 14 lutego 2012 | PlayStation 3, Xbox 360 |
| MVP 06 NCAA Baseball                                         | 18 stycznia 2006 | PlayStation 2, Xbox |
| MVP 07 NCAA Baseball                                         | 6 lutego 2007 | PlayStation 2 |
| MVP Baseball 2003                                            | 11 marca 2003 (PS2), 18 marca 2003 (Xbox), 2 czerwca 2003 (PC) | PlayStation 2, Xbox, PC |
| MVP Baseball 2004                                            | 9 marca 2004 | PlayStation 2, Xbox, PC, GameCube |
| MVP Baseball 2005                                            | 22 lutego 2005 | PlayStation 2, Xbox, PC, GameCube |
| Madden NFL 07                                                | 19 listopada 2006 | Wii |
| Marvel Nemesis: Rise of the Imperfects                       | 20 września 2005 (PS2, Xbox, GC), 11 października 2005 (NDS) | PlayStation 2, Xbox, Nintendo DS, GameCube |
| NBA Jam                                                      | 5 października 2010 (Wii), 16 listopada 2010 (PS3, Xbox360) | PlayStation 3, Xbox 360, Wii |
| NBA Jam: On Fire Edition                                     | 4 października 2011 | PlayStation 3, Xbox 360 |
| NBA Live 2000                                                | 28 października 1999 (PC), listopad 1999 (PS) | PlayStation, PC |
| NBA Live 2001                                                | 18 października 2000 (PS), 23 stycznia 2001 (PS2) | PlayStation, PlayStation 2 |
| NBA Live 2002                                                | 30 października 2001 (PS2), 31 października 2001 (PS), listopad 2001 (Xbox) | PlayStation, PlayStation 2, Xbox |
| NBA Live 2003                                                | 7 października 2002 (PS2, GC),15 października 2002 (Xbox), 12 listopada 2002 (PC) | PlayStation 2, Xbox, GameCube, PC |
| NBA Live 2004                                                | 14 października 2003 (PS2), 15 października 2003 (GC) | PlayStation 2, GameCube |
| NBA Live 2005                                                | 28 września 2004 (PS2, Xbox, GC), 26 października 2004 (PC) | PlayStation 2, Xbox, GameCube, PC |
| NBA Live 06                                                  | 26 września 2005 (PC, PS2, Xbox, GC), 16 listopada 2005 (Xbox 360) | PlayStation 2, Xbox, GameCube, PC, Xbox 360 |
| NBA Live 07                                                  | 26 września 2006 | PlayStation 2, Xbox, PC, Xbox 360 |
| NBA Live 08                                                  | 2 października 2007 | PlayStation 2, PlayStation 3, PlayStation Portable, PC, Xbox 360, Wii                                                                                                |
| NBA Live 09                                                  | 7 października 2008 | PlayStation 2, PlayStation 3, PlayStation Portable, Xbox 360 |
| NBA Live 09 All-Play                                         | 7 października 2008 | Wii |
| NBA Live 10                                                  | 6 października 2009 | PlayStation 3, PlayStation Portable, Xbox 360 |
| NBA Street                                                   | 19 czerwca 2001 | PlayStation 2 |
| NBA Street Homecourt                                         | 20 lutego 2007 (Xbox 360), 8 marca 2007 (PS3) | PlayStation 3, Xbox 360 |
| NBA Street V3                                                | 8 lutego 2005 (Xbox, GC), 9 lutego 2005 (PS2) | PlayStation, Xbox, GameCube |
| NBA Street Vol. 2                                            | 28 kwietnia 2003 (Xbox), 29 kwietnia 2003 (PS2) | PlayStation 2, Xbox |
| NCAA Basketball 09                                           | 17 listopada 2008 | PlayStation 2, PlayStation 3, Xbox 360 |
| NCAA Basketball 09: March Madness Edition                    | 11 marca 2009 | Xbox 360 |
| NCAA Basketball 10                                           | 17 listopada 2009 | PlayStation 3, Xbox 360 |
| NCAA March Madness 06                                        | 11 października 2005 | PlayStation 2, Xbox |
| NCAA March Madness 07                                        | 17 stycznia 2007 | PlayStation 2, Xbox 360 |
| NCAA March Madness 08                                        | 11 grudnia 2007 | PlayStation 2, PlayStation 3, Xbox 360 |
| NCAA March Madness 2002                                      | 9 stycznia 2002 | PlayStation 2 |
| NCAA March Madness 2004                                      | 17 listopada 2003 | PlayStation 2 |
| NCAA March Madness 2005                                      | 16 listopada 2004 | PlayStation 2 |
| Need for Speed                                               | 28 czerwca 1996 (Saturn), 12 grudnia 1996 (PC), 27 maja 1997 (PS) | Sega Saturn, PlayStation, PC |
| Need for Speed: Most Wanted                                  | 15 listopada 2005 (PS2, Xbox, PC, GC, NDS, GBA), 16 listopada 2005 (Xbox 360) | PlayStation 2, PC, Xbox, Xbox 360, GameCube, Nintendo DS, Game Boy Advance                                                                                           |
| Need for Speed: Underground 2                                | 9 listopada 2004 (PC), 15 listopada 2004 (PS2, Xbox, GC) | PlayStation 2, PC, Xbox, GameCube |
| Need for Speed: High Stakes                                  | 24 marca 1999 | PlayStation |
| NHL '94                                                      | 4 września 1993 (SNES) | Sega Mega-CD, Super Nintendo Entertainment System, PC |
| NHL '98                                                      | 25 października 1997 | PC |
| NHL 2000                                                     | wrzesień 1999 | PlayStation |
| NHL 2001                                                     | 17 października 2000 | PlayStation 2 |
| NHL 2002                                                     | 25 września 2001 (PS2), 11 grudnia 2001 (Xbox) | PlayStation 2, Xbox |
| NHL 2003                                                     | 27 września 2002 (PC), 1 października 2002 (Xbox), 2 października 2002 (GC), 3 października 2002 (PS2)                                                                                | PlayStation 2, Xbox, GameCube, PC |
| NHL 2004                                                     | 22 września 2003 | GameCube |
| NHL 2005                                                     | 14 września 2004 (PC), 20 września 2004 (Xbox, GC), 22 września 2004 (PS2) | PlayStation 2, Xbox, GameCube, PC |
| NHL 06                                                       | 6 września 2005 | PlayStation 2, Xbox, GameCube, PC |
| NHL 07                                                       | Treść komórki | PlayStation 2, PlayStation Portable, Xbox, Xbox 360, PC |
| NHL 08                                                       | 11 września 2007 | PlayStation 2, PlayStation 3, Xbox 360, PC |
| NHL 09                                                       | 9 września 2008 (PS3, Xbox 360), 20 października 2008 (PC), 4 listopada 2008 (PS2) | PlayStation 2, PlayStation 3, Xbox 360, PC |
| NHL 10                                                       | 15 września 2009 | PlayStation 3, Xbox 360 |
| NHL 11                                                       | 7 września 2010 | PlayStation 3, Xbox 360 |
| NHL 12                                                       | 13 września 2011 | PlayStation 3, Xbox 360 |
| NHL 13                                                       | 11 września 2012 | PlayStation 3, Xbox 360 |
| PGA Tour Golf Challenge Edition                              | kwiecień 2005 | Automaty do gry |
| Pogo Island                                                  | 27 marca 2007 | Nintendo DS |
| Rugby 06                                                     | 14 lutego 2006 (PS2, Xbox), 31 grudnia 2006 (PC) | PlayStation 2, Xbox 360, PC |
| Rugby 08                                                     | 17 lipca 2007 | PlayStation 2 |
| SSX                                                          | 28 lutego 2012 | PlayStation 3, Xbox 360 |
| SSX 3                                                        | 20 października 2003 (Xbox, GC), 21 października 2003 (PS2) | PlayStation 2, Xbox, GameCube |
| SSX On Tour                                                  | 11 października 2005 | PlayStation 2, PlayStation Portable, Xbox |
| SSX Tricky                                                   | 6 listopada 2001 (PS2), 27 listopada 2001 (GC), 11 grudnia 2011 (Xbox) | PlayStation 2, Xbox, GameCube |
| SSX                                                          | 17 października 2000 | PlayStation 2 |
| Sled Storm                                                   | 20 sierpnia 1999 (PS), 12 marca 2002 (PS2) | PlayStation, PlayStation 2 |
| Total Club Manager 2004                                      | 28 listopada 2003 | PC |
| Total Club Manager 2005                                      | 22 października 2004 | PlayStation 2, Xbox, PC |
| Triple Play 2000                                             | 27 marca 1999 (PS), 5 kwietnia 1999 (PC), 12 marca 2002 (PS2) | PlayStation, PlayStation 2, PC |
| UEFA Champions League 2006–2007                              | 20 marca 2007 | PlayStation 2, PlayStation Portable, Xbox 360, PC |
| UEFA EURO 2000                                               | 12 maja 2000 | PC |
| UEFA EURO 2004 Portugal                                      | 4 maja 2004 (Xbox, PC), 5 maja 2004 (PS2) | PlayStation 2, Xbox, PC |
| UEFA Euro 2012                                               | 24 kwietnia 2012 | PlayStation 3, Xbox 360, PC |